# Aussac
Aussac település Franciaországban, Tarn megyében. Lakosainak száma 263 fő (2022. január 1.). Aussac Florentin, Cadalen, Fénols és Rouffiac községekkel határos.

## Népesség
A település népességének változása:
| Lakosok száma | 271  | 261  | 268  | 263  | 267  | 271  | 268  | 266  | 263  |
|               | 2013 | 2015 | 2016 | 2017 | 2018 | 2019 | 2020 | 2021 | 2022 |